# Орляковидные
Орляковидные (лат. Myliobatoidei) — подотряд хрящевых рыб отряда хвостоколообразных, который включает в себя 8 семейств. Это скаты, ведущие донный образ жизни, с крупными, уплощёнными грудными и брюшными плавниками в виде диска и длинным хвостом. У большинства представителей в основании хвоста имеется один или более шип, образованные из дермальных зубчиков, длина шипов может достигать 35 см. На вентральной стороне шипа или шипов имеются бороздки, соединённые с ядовитыми железами. Шип покрыт тонким слоем кожи, рудиментарной оболочкой, в которой концентрируется яд.
Представители подотряда обитают в тропических и субтропических водах по всему миру, некоторые виды встречаются в умеренном поясе, например, Dasyatis thetidis, существует глубоководный вид  Plesiobatis daviesi. Многочисленные пресноводные скаты населяют реки. Большинство представителей подотряда являются глубоководными рыбами, хотя некоторые обитают в пелагиали. В целом, состояние популяций подотряда не вызывает опасений, хотя статус некоторых видов, например Taeniura meyeni, Dasyatis colarensis, Dasyatis garouaensis и Dasyatis laosensis свидетельствует об угрозе.

## Биология
Уплощённая форма тела скатов позволяет им эффективно сливаться с окружающей средой. Волнообразными движениями краёв диска они взмучивают песок и скрываются под осадками. Поскольку их глаза расположены на вершине тела, а рот — на противоположной вентральной поверхности, представители отряда Myliobatoidei не могут видеть добычу, вместо зрения они ориентируются на обоняние и электрорецепцию подобно акулам. Рацион этих скатов в первую очередь состоит из моллюсков, ракообразных и небольших рыб. У некоторых видов подотряда челюсти оснащены двумя мощными «тёрками», способными раздробить раковины, рот других приспособлен, чтобы засасывать добычу. Охотясь, скаты затаиваются на дне, иногда оставляя снаружи только глаза и хвост. Они предпочитают охотиться на коралловых рифах, зачастую разделяя во время высокого прилива территорию с акулами.

### Размножение
В ходе ухаживания самец следует за самкой на близком расстоянии и кусает её за диск, образованный грудными плавниками. Затем он вставляет один из своих птеригоподиев в клоаку.
Представители подотряда Myliobatoidei размножаются яйцеживорождением, в помёте до 13 новорождённых. Эмбрионы питаются желтком, а после опустошения желточного мешка гистотрофом..

## Взаимодействие с человеком

### Опасность
Представители подотряда Myliobatoidei не ведут себя агрессивно по отношению к человеку, хотя если на ската наступить, он может ударить шипом. Чтобы этого избежать, следует переходить мелководье вброд шаркающей походкой или же перед входом в воду надо бросить камень, чтобы спугнуть ската. Укол ядовитым шипом очень болезненный, вызывает отёк, мышечные судороги, позднее может возникнуть вторичное бактериальное и/или грибковое инфицирование, однако он редко угрожает жизни человека, если только не приходится в жизненно важную область. Как правило кончик шипа обламывается внутри раны, для удаления фрагментов может потребоваться хирургическое вмешательство. Знаменитый австралийский натуралист Стив Ирвин скончался от укола ската в область сердца в 2006 году.

### Использование в пищу
Мясо скатов подотряда Myliobatoidei съедобно, их ловят на крючок и бьют гарпуном. Рецепты блюд из мяса скатов присутствуют во многих кухнях мира, наиболее часто используют сушёное мясо. Например, в Сингапуре и Малайзии скатов жарят на углях, а затем подают с острым соусом самбал. В целом больше всего ценятся «крылья», «щёчки» (область вокруг глаз) и печень. Остальные части слишком жёсткие, чтобы использоваться в кулинарии.

### Экотуризм
Обычно скаты подотряда Myliobatoidei покорны и любопытны. Если их потревожить, они чаще всего уплывают. Однако крупные особи могут проявлять агрессию, с ними надо соблюдать осторожность.
Аквалангисты и пловцы с трубкой и маской часто замечают этих скатов, лежащих на песчаном мелководье. На Каймановых островах есть несколько мест, например, Стингрей Сити, где можно поплавать с крупными американскими хвостоколами и покормить их с рук. У берегов Антигуа имеется другой «Остров скатов», где можно понаблюдать за этими рыбами, привыкшими к присутствию человека, плавая с маской и трубкой.
В Белизе у берегов острова Амбёргри Ки есть популярный морской заповедник, где аквалангисты и пловцы с маской и трубкой могут понаблюдать за хвостоколами и акулами-няньками, приманенных подкармливающими их турагентами. Многие курорты на Таити регулярно предлагают своим гостям аттракцион «кормление скатов и акул». Туристов отвозят на лодке в ближайшую лагуну, где они стоят в воде по грудь, а вокруг них плавают прикормленные скаты.
Кожу скатов используют в качестве обёртки под кожаный ремешок, которым отделывают рукоятки японских мечей, поскольку, будучи грубой и шероховатой, она предотвращает оплётку от соскальзывания. Из кожи скатов также производят экзотическую обувь, ремни, портмоне, куртки и чехлы для мобильных телефонов. В этнологических разделах некоторых музеев, например, в Британском музее, представлены наконечники стрел и копий, изготовленные из шипов скатов. Подобным оружием пользуются в Микронезии. Французский писатель Анри де Монфрейд отмечал в своей книге, что до 2-й Мировой войны на Африканском роге из хвостов крупных скатов делали хлысты, способные наносить ужасные раны. В Адене британцы запретили применять такие хлысты для наказания рабов и женщин. Кроме того де Монфрейд писал в нескольких местах о члене своего экипажа, которого во время погрузки и разгрузки контрабандных товаров в Красном море ударил скат. Автор прижёг рану раскалённым железом и спас таким образом человеку жизнь.

## Классификация
- Надсемейство Hexatrygonoidea
  - Семейство Hexatrygonidae Heemstra & M. M. Smith, 1980 — Шестижаберные скаты
- Надсемейство Urolophoidea
  - Семейство Plesiobatidae K. Nishida, 1990
  - Семейство Urolophidae J. P. Müller & Henle, 1841 — Короткохвостые хвостоколы или толстохвостые скаты-хвостоколы
- Надсемейство Urotrygonoidea
  - Семейство Urotrygonidae McEachran, Dunn & Miyake, 1996
- Надсемейство Dasyatoidea
  - Семейство Dasyatidae D. S. Jordan, 1888 — Хвостоколовые или скаты-хвостоколы
  - Семейство Potamotrygonidae Garman, 1877 — Речные хвостоколы
  - Семейство Gymnuridae Fowler, 1934 — Гимнуровые или скаты-бабочки
  - Семейство Myliobatidae Bonaparte, 1838 — Орляковые скаты

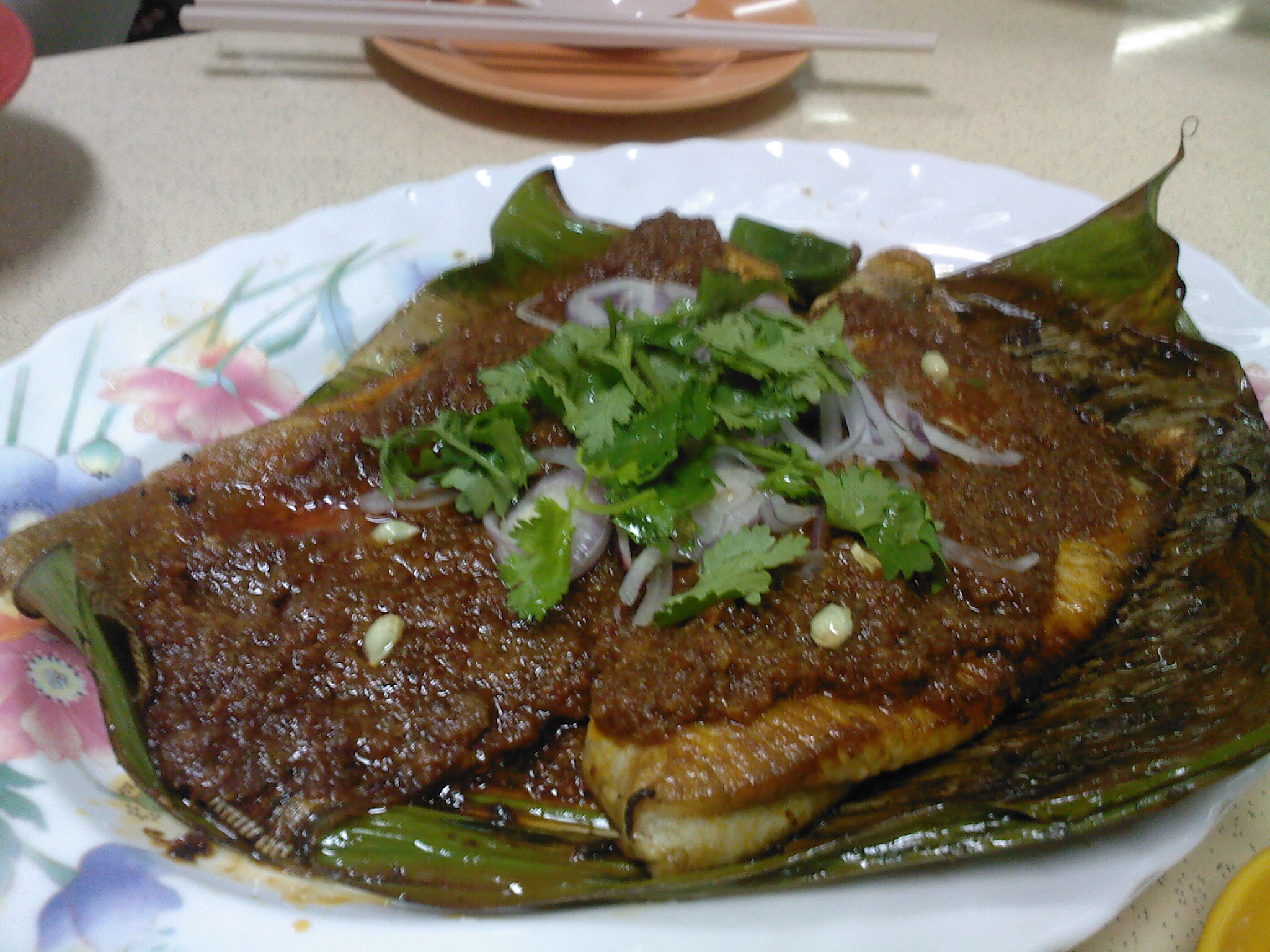
Обжаренный на гриле скат — распространённое блюдо в Сингапуре и Малайзии
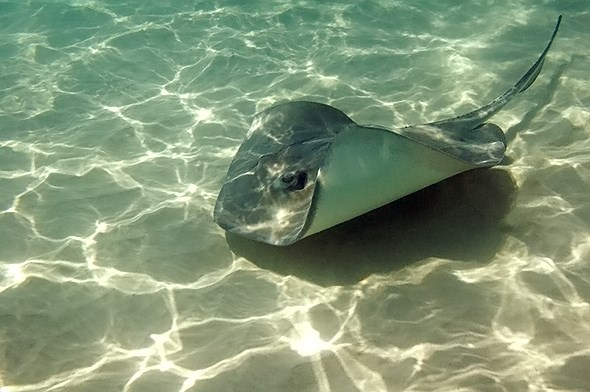
На Каймановых островах аквалангисты и пловцы с маской и трубкой имеют возможность понаблюдать за скатами с близкого расстояния
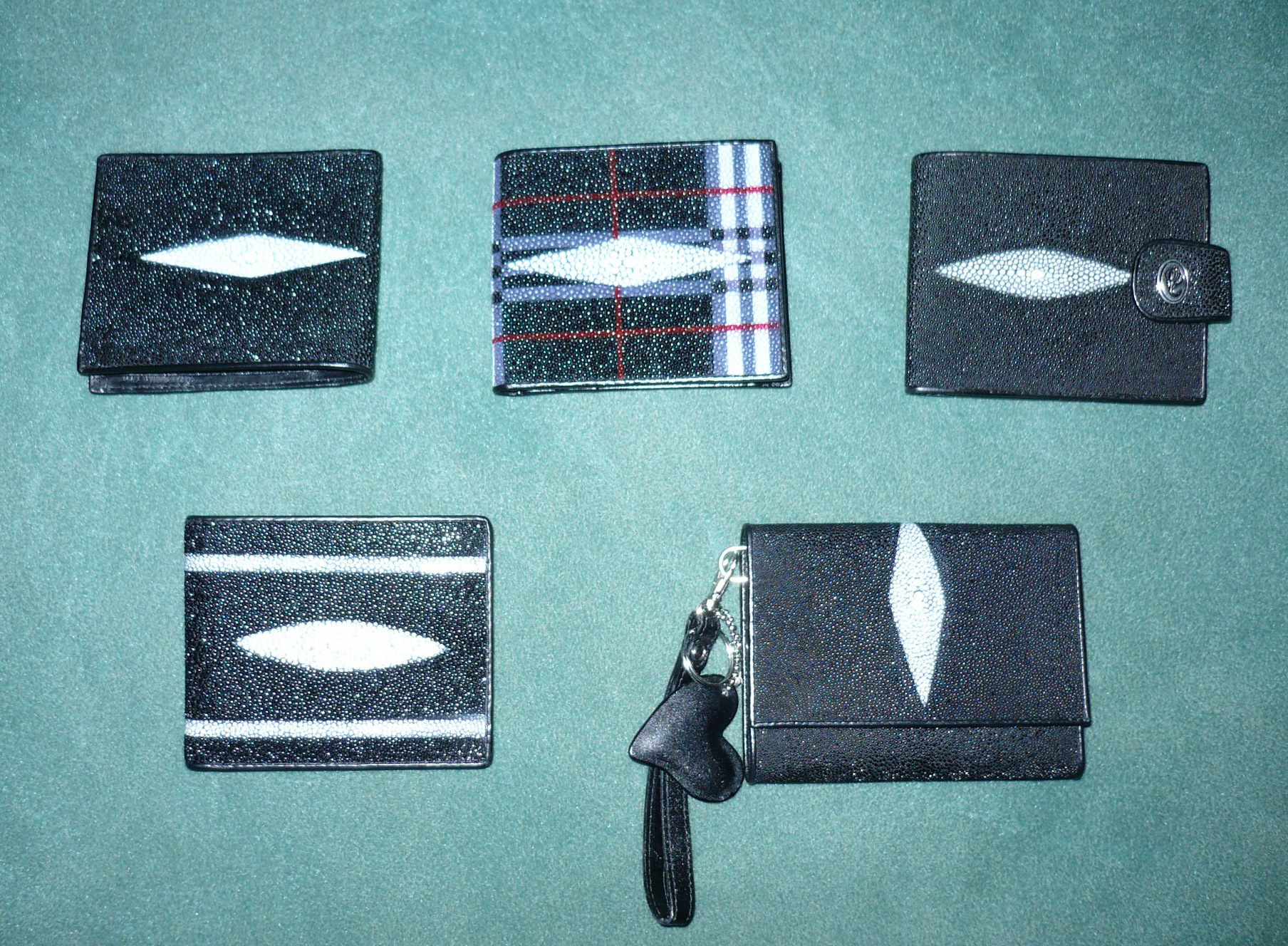
Портмоне из кожи ската
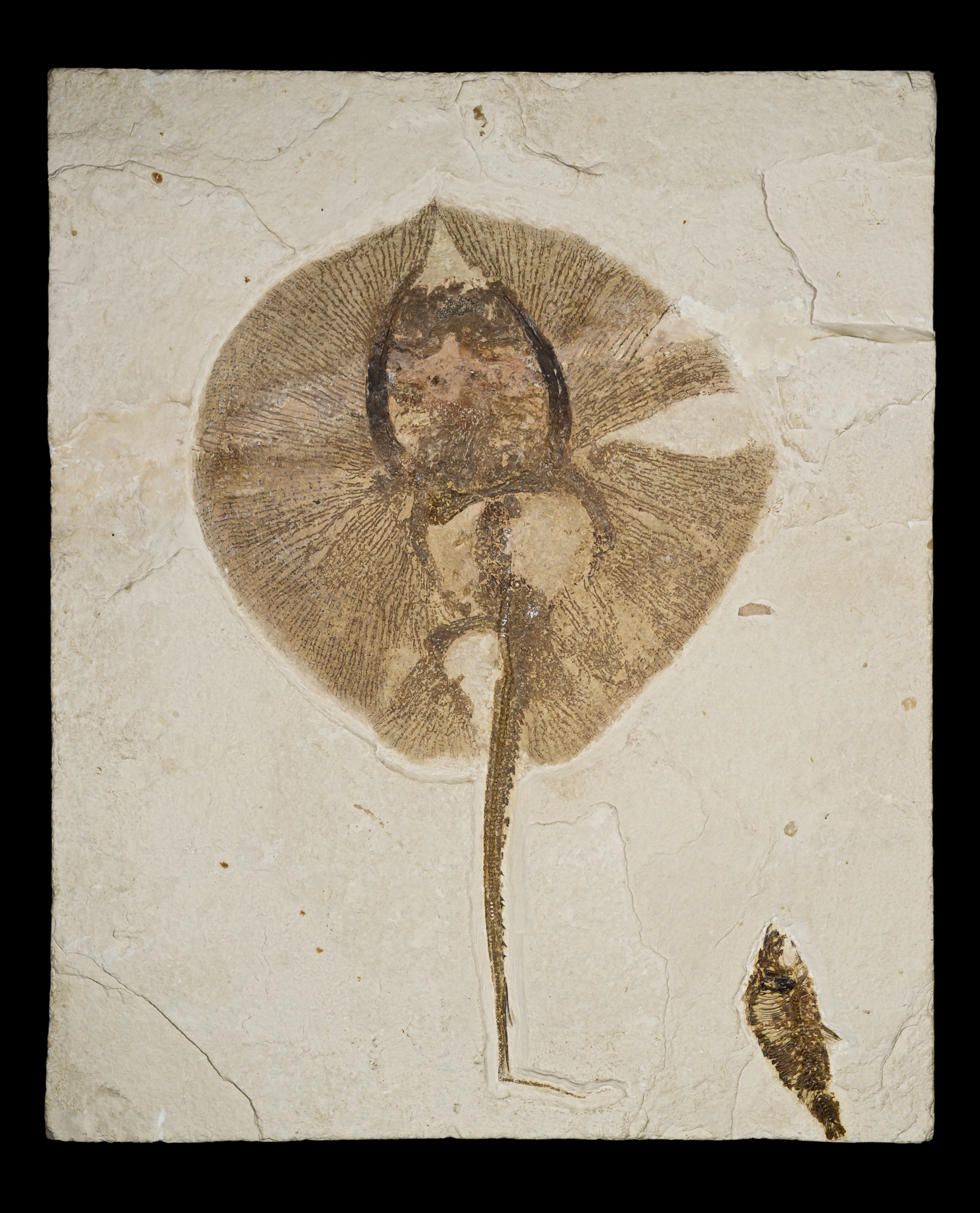
Окаменелые останки Heliobatis radians, датированные ранним эоценом
- Хвостокол на мелководье